# Magnetisk levitation
Magnetisk levitation (maglev fra engelsk magnetic levitation) er en metode, hvorved en genstand ophænges uden anden støtte end magnetiske felter. Magnetisk kraft bruges til at modvirke virkningerne af gravitation og andre kræfter.
De to primære udfordringer involveret i magnetisk levitation er løftekrafter: at give en opadgående kraft, der er tilstrækkelig til at modvirke gravitation - og stabilitet: at sikre, at systemet ikke spontant glider eller vipper ind i en konfiguration, hvor løftekraften er neutraliseret.
Magnetisk levitation bruges til magnettog, kontaktløs smeltning, magnetiske lejer og til produktvisningsformål.